# 来生たかお作品集 Times Go By
『来生たかお作品集 Times Go By』（きすぎたかおさくひんしゅう タイムズ ゴー バイ）は、2001年にリリースされた来生たかおのベスト・アルバム（CD-BOX〈規格品番：ANYC-238/248〉）である。

## 解説
※原則的に、来生たかおは“来生”に省略、来生えつこは“来生えつこ”と表記。
来生えつこの監修により、オリジナル・シングル（「浅い夢」から「頬杖の幸福」）・オリジナル・アルバム（『浅い夢』から『Dear my company』）・企画アルバム（『Visitor』から『LABYRINTH II』）の中からセレクトされた165曲が、『彩』『想』『兆』『絆』『夢』『惑』『愁』『幻』『影』『響』『Bonus Tracks』と題された11枚組CDに収録されている。来生えつこは、歌詞の内容によってテーマ別に振り分ける作業はパズルを嵌め込むようで苦労したという。なお、収録曲は全て“作詞：来生えつこ／作曲：来生たかお”である。
『ボーナストラック』は他の盤とは違い、テーマ別の選曲ではなく、オリジナル・アルバム未収録曲、オリジナル・シングルとそのB面曲（カップリング曲）で構成されている。オリジナル盤のリリース順に収録されている。来生えつこは、テーマ別に選曲している過程で未CD化曲やアルバム未収録曲に気付き、同じ思いを抱いていたディレクターの提案もあって1枚プラスされることになったという。また、7曲目（「グラスの宇宙」）くらいまでは懐かしく思うが、中には忘れている楽曲もあると明かしている。なお、「夢旅行」（第21弾オリジナル・シングル「時を咲かせて」〈1987年10月25日リリース〉のB面曲）、「白い情景」（第31弾オリジナル・シングル「永遠なる序章」〈1994年12月1日リリース〉のカップリング曲）は未収録となっているが、これは同2曲の作詞が来生えつこによるものでない（補作詞という形で携わっている）ためと思われる（来生たかお関連作品・「オリジナル・シングル」参照）。 
付属する72ページの歌詞集には、収録楽曲の歌詞集・バイオグラフィ・ディスコグラフィ・提供曲リスト（2001年5月現在）・来生たかおと来生えつこの対談等が収録されている。歌詞集には、来生えつこによる、各ディスクのキーワードに対する解説が記されている。また、巻頭に組まれた来生たかおのカラーグラビアは、コンサートやプライベート・ショット等で構成され、親交のあるギルバート・オサリバンとのツーショットも含まれている。
LPサイズの収納ケース及び歌詞集に描かれた、ピアノに向かう来生たかおのイラストは、来生えつこの手によるものである。また、『ボーナストラック』のジャケットにも彼女のイラストが使用されているが、これはオリジナル・アルバム『夢の途中』からの転用である。
通信販売のみでリリースされ、2007年12月21日には再プレスされている。

## 収録曲

### 来生たかお作品集1―Color 彩 いろどり
1. シルエット・ロマンス（5：30）
  - 楽曲の詳細は企画アルバム『Visitor』を参照。
2. ゆっくり夏が（3：22）
  - 楽曲の詳細はオリジナル・アルバム『Sparkle』を参照。
3. 赤毛の隣人（3：54）
  - 楽曲の詳細はオリジナル・アルバム『浅い夢』を参照。
4. 水色の六月（4：39）
  - 楽曲の詳細はオリジナル・アルバム『Purity』を参照。
5. 青いNovember（4：23）
  - 楽曲の詳細はオリジナル・アルバム『With Time』を参照。
6. 夜よ急がないで（3：47）
  - 楽曲の詳細はオリジナル・アルバム『SOMETHING ELSE』を参照。
7. 不意の出来事（4：07）
  - 楽曲の詳細はオリジナル・アルバム『Another Story』を参照。
8. とめどなく（4：59）
  - 楽曲の詳細は企画アルバム『Visitor』を参照。
9. 夏色の彼方（4：18）
  - 楽曲の詳細はオリジナル・アルバム『I Will...』を参照。
10. まどろみミステリー（4：25）
  - 楽曲の詳細はオリジナル・アルバム『Ordinary』を参照。
11. 枯葉の寝床（4：46）
  - 楽曲の詳細はオリジナル・アルバム『Another Story』を参照。
12. 挿話（エピソード）（3：20）
  - 楽曲の詳細はオリジナル・アルバム『ジグザグ』を参照。
13. スローナイト（4：37）
  - 楽曲の詳細はオリジナル・アルバム『遊歩道』を参照。
14. たそがれの苺（4：42）
  - 楽曲の詳細はオリジナル・アルバム『Sparkle』を参照。
15. 不幸色のまなざし（3：49）
  - 楽曲の詳細はオリジナル・アルバム『浅い夢』を参照。

### 来生たかお作品集2―Image 想 おもい
1. スローモーション（4：27）
  - 楽曲の詳細は企画アルバム『Visitor』を参照。
2. 風の気持（5：11）
  - 楽曲の詳細はオリジナル・アルバム『SOMETHING ELSE』を参照。
3. いつか月夜で（4：34）
  - 楽曲の詳細はオリジナル・アルバム『ROMANTIC CINEMATIC』を参照。
4. ほんの、ノスタルジー（3：55）
  - 楽曲の詳細はオリジナル・アルバム『AT RANDOM』を参照。
5. 避暑地に陽炎（4：55）
  - 楽曲の詳細はオリジナル・アルバム『Étranger』を参照。
6. コンデンスミルク（3：18）
  - 楽曲の詳細はオリジナル・アルバム『ジグザグ』を参照。
7. 雑踏（4：01）
  - 楽曲の詳細はオリジナル・アルバム『浅い夢』を参照。
8. 気分は逆光線（4：27）
  - 楽曲の詳細はオリジナル・アルバム『BIOGRAPHY II』を参照。
9. 窓辺の女（3：27）
  - タイトルの“女”には“ひと”とルビが振られているが、オリジナルタイトル表記は“窓辺の女（ひと）”である。楽曲の詳細はオリジナル・アルバム『Sparkle』を参照。
10. 星のくちびる（4：53）
  - 楽曲の詳細はオリジナル・アルバム『LABYRINTH』を参照。
11. あしたの風（4：26）
  - 楽曲の詳細は企画アルバム『LABYRINTH』を参照。
12. 想いの破片（4：22）
  - タイトルの“破片”には“かけら”とルビが振られている。楽曲の詳細はオリジナル・アルバム『With Time』を参照。
13. TIME IS A KILLER（4：34）
  - 楽曲の詳細はオリジナル・アルバム『SOMETHING ELSE』を参照。
14. 蟠り（4：01）
  - タイトルの“蟠”には“わだかま”とルビが振られている。楽曲の詳細はオリジナル・アルバム『遊歩道』を参照。
15. あなただけGood Night（3：35）
  - 楽曲の詳細はオリジナル・アルバム『Natural Menu』を参照。

### 来生たかお作品集3―Sign 兆 きざし
1. はぐれそうな天使（4：06）
  - 楽曲の詳細はオリジナル・アルバム『Only Yesterday -つい昨日のこと-』を参照。
2. Rainy rainy（5：07）
  - 楽曲の詳細はオリジナル・アルバム『夢の途中』を参照。
3. マダムとの散歩（3：03）
  - 楽曲の詳細はオリジナル・アルバム『ジグザグ』を参照。
4. 風の忘れもの（4：00）
  - 楽曲の詳細はオリジナル・アルバム『Only Yesterday -つい昨日のこと-』を参照。
5. フェアウェル（4：35）
  - 楽曲の詳細はオリジナル・アルバム『Will...』を参照。
6. 恋ひとつ（2：58）
  - 楽曲の詳細はオリジナル・アルバム『夢の途中』を参照。
7. 出会えてよかった（4：54）
  - 楽曲の詳細はオリジナル・アルバム『LABYRINTH II』を参照。
8. めぐり逢い（3：53）
  - 楽曲の詳細は企画アルバム『LABYRINTH』を参照。
9. 裸足で散歩（3：45）
  - 楽曲の詳細はオリジナル・アルバム『ROMANTIC CINEMATIC』を参照。
10. 官能少女（3：27）
  - 楽曲の詳細はオリジナル・アルバム『By My Side』を参照。
11. 水の中のグラス（3：45）
  - 楽曲の詳細はオリジナル・アルバム『Ordinary』を参照。
12. ゆるやかに愛が…（3：48）
  - 楽曲の詳細はオリジナル・アルバム『Natural Menu』を参照。
13. シングル・ナイト（4：17）
  - 楽曲の詳細は企画アルバム『Visitor』を参照。
14. Made In X'mas（4：16）
  - 楽曲の詳細はオリジナル・アルバム『With Time』を参照。
15. これから始まる物語（6：09）
  - 楽曲の詳細はオリジナル・アルバム『ROMANTIC CINEMATIC』を参照。

### 来生たかお作品集4―Ties 絆 きずな
1. Times Go By（6：21）
  - 楽曲の詳細はオリジナル・アルバム『Only Yesterday -つい昨日のこと-』を参照。
2. 頬杖の幸福（4：46）
  - タイトルの“幸福”には“こうふく”とルビが振られている。第35弾オリジナル・シングル（1998年4月1日リリース）で、萩原聖人他・主演のTBS系TVドラマ“柴門ふみ”スペシャル『新・同棲時代』（1998年4月3日）の主題歌として使用された。
  - この楽曲の作り（バース〈序章の部分〉、メインメロディーへの移行、エンディングの長音等）に感心した来生えつこは、“あいつは良い曲を書く”と評している[2]。
3. ORACIÓN -祈り-（4：36）
  - 第22弾オリジナル・シングル。斉藤由貴とのデュエットで1988年6月21日にリリースされたシングルのソロヴァージョンとして同年7月25日にリリースされた。
4. おだやかな構図（4：48）
  - 楽曲の詳細はオリジナル・アルバム『夢の途中』を参照。
5. 僕のユーモレスク（3：29）
  - 楽曲の詳細はオリジナル・アルバム『By My Side』を参照。
6. いとしいあした（4：29）
  - 楽曲の詳細は企画アルバム『LABYRINTH II』を参照。
7. ステラ（Stella）（5：21）
  - 楽曲の詳細はオリジナル・アルバム『SOMETHING ELSE』を参照。
8. 語りつぐ愛に（3：52）
  - 楽曲の詳細はオリジナル・アルバム『With Time』を参照。
9. 永遠の瞬間（4：14）
  - 楽曲の詳細はオリジナル・アルバム『永遠の瞬間』を参照。
10. 裸足の心（4：38）
  - 楽曲の詳細はオリジナル・アルバム『Purity』を参照。
11. 涙嫌い（4：00）
  - 楽曲の詳細はオリジナル・アルバム『By My Side』を参照。
12. コラージュ（4：19）
  - 楽曲の詳細はオリジナル・アルバム『Sparkle』を参照。
13. With（4：15）
  - 楽曲の詳細は企画アルバム『LABYRINTH II』を参照。
14. とにかく、あした（3：46）
  - 楽曲の詳細は企画アルバム『来生たかお』を参照。
15. 夢の途中-セーラー服と機関銃-（4：45）
  - 楽曲の詳細はオリジナル・アルバム『夢の途中』を参照。

### 来生たかお作品集5―Dream 夢 ゆめ
1. 夢より遠くへ（4：48）
  - 楽曲の詳細はオリジナル・アルバム『永遠の瞬間』を参照。
2. 蜜月（4：23）
  - 楽曲の詳細はオリジナル・アルバム『遊歩道』を参照。
3. 窓を開けますか（5：55）
  - 楽曲の詳細はオリジナル・アルバム『By My Side』を参照。
4. 無口な夜（4：07）
  - 第14弾オリジナル・シングル（1983年3月1日リリース）で、高部知子・主演のTBS系テレビドラマ『積木くずし』（1983年2月15日 - 3月29日）のテーマソングとして使用された。同ドラマのシビアな内容を鑑みた来生えつこは、せめて最後は穏やかに、という意図があったことを明かしている[3]。ただ、元々は映画『未知との遭遇』（1977年）のイメージソングとして製作されたという[4]。
5. 気配（4：05）
  - 楽曲の詳細はオリジナル・アルバム『Sparkle』を参照。
6. 潮風のソネット（3：05）
  - 楽曲の詳細はオリジナル・アルバム『Natural Menu』を参照。
7. 甘い食卓（3：45）
  - 楽曲の詳細はオリジナル・アルバム『ジグザグ』を参照。
8. 夢紡ぐ日（4：59）
  - 楽曲の詳細はオリジナル・アルバム『Passage』を参照。
9. 夢の肌（4：41）
  - 楽曲の詳細はオリジナル・アルバム『Sparkle』を参照。
10. 夜の底へ（4：35）
  - 楽曲の詳細はオリジナル・アルバム『AT RANDOM』を参照。
11. せめて今夜（3：29）
  - 楽曲の詳細はオリジナル・アルバム『Natural Menu』を参照。
12. 渚のほのめき（4：09）
  - 楽曲の詳細はオリジナル・アルバム『遊歩道』を参照。
13. 夢の加速（5：15）
  - 楽曲の詳細はオリジナル・アルバム『I Will...』を参照。
14. そして、昼下り（4：14）
  - 楽曲の詳細はオリジナル・アルバム『BIOGRAPHY』を参照。
15. 風と共に去りぬ（5：52）
  - 楽曲の詳細はオリジナル・アルバム『Another Story』を参照。

### 来生たかお作品集6―Doubt 惑 まどい
1. マイ・ラグジュアリー・ナイト（4：49）
  - 本CDボックスには、ベスト・アルバム『BIOGRAPHY』収録ヴァージョンが収められている。楽曲の詳細は企画アルバム『Visitor』を参照。
2. 逢瀬（3：43）
  - 楽曲の詳細はオリジナル・アルバム『LABYRINTH』を参照。
3. ボートの二人（3：42）
  - 楽曲の詳細はオリジナル・アルバム『浅い夢』を参照。
4. 罪な雨（3：34）
  - 楽曲の詳細は企画アルバム『LABYRINTH II』を参照。
5. さまよう言葉（4：15）
  - 楽曲の詳細はオリジナル・アルバム『Purity』を参照。
6. 疑惑（4：22）
  - 楽曲の詳細はオリジナル・アルバム『遊歩道』を参照。
7. どこまでも恋心（4：39）
  - 第34弾オリジナル・シングル（1998年1月21日リリース）で、中原果南・主演のフジテレビ 東海テレビ系全国28局ネット『はるちゃん2』（1998年1月5日 - 1998年4月3日）の主題歌として使用された。
8. 悪い夜（3：33）
  - 楽曲の詳細はオリジナル・アルバム『浅い夢』を参照。
9. ジグザグ（3：54）
  - 楽曲の詳細はオリジナル・アルバム『ジグザグ』を参照。
10. 今のままでいて（4：23）
  - 楽曲の詳細は企画アルバム『LABYRINTH』を参照。
11. 1/2の二人（4：25）
  - 楽曲の詳細はオリジナル・アルバム『永遠の瞬間』を参照。
12. メモリー・メロディー（2：40）
  - 楽曲の詳細はオリジナル・アルバム『Sparkle』を参照。
13. 片隅にひとり（3：30）
  - 楽曲の詳細はオリジナル・アルバム『By My Side』を参照。
14. 甘い言葉で…（4：39）
  - 楽曲の詳細はオリジナル・アルバム『Visitor』を参照。
15. デイ・ブレイク（4：13）
  - 楽曲の詳細は企画アルバム『LABYRINTH』を参照。

### 来生たかお作品集7―Melancholy 愁 うれい
1. Goodbye Day（5：19）
  - 楽曲の詳細は企画アルバム『来生たかお』、オリジナル・アルバム『Sparkle』を参照。
2. ひとりよがりの人魚（5：02）
  - 楽曲の詳細はオリジナル・アルバム『Another Story』を参照。
3. あした晴れるか（4：31）
  - 第19弾オリジナル・シングル（1986年4月25日リリース）で、フジテレビ系アニメ『めぞん一刻』の初代エンディングテーマ（1986年3月26日 - 6月25日〈第1話 - 第14話〉）で使用されたが、放送使用版は歌詞の一部が異なっている。
4. もうすぐ、たそがれ（4：42）
  - 楽曲の詳細はオリジナル・アルバム『AT RANDOM』を参照。
5. 振り向くならせめて（3：29）
  - 楽曲の詳細はオリジナル・アルバム『By My Side』を参照。
6. 待ち人来たらず（3：07）
  - 楽曲の詳細はオリジナル・アルバム『浅い夢』を参照。
7. ねじれたハートで（4：22）
  - 楽曲の詳細は企画アルバム『Visitor』を参照。
8. 終止符（4：06）
  - 楽曲の詳細はオリジナル・アルバム『Natural Menu』を参照。
9. さよならのエチュード（5：08）
  - 楽曲の詳細は企画アルバム『LABYRINTH』を参照。
10. 挟み撃ち（3：49）
  - 楽曲の詳細はオリジナル・アルバム『Another Story』を参照。
11. シルエット（4：02）
  - 楽曲の詳細は企画アルバム『LABYRINTH II』を参照。
12. 車窓（3：03）
  - 楽曲の詳細はオリジナル・アルバム『AT RANDOM』を参照。
13. トリステス（Tristesse）（6：14）
  - 楽曲の詳細はオリジナル・アルバム『SOMETHING ELSE』を参照。
14. 遅い夏（3：49）
  - 楽曲の詳細はオリジナル・アルバム『AT RANDOM』を参照。
15. 素顔の明日へ（5：09）
  - 楽曲の詳細はオリジナル・アルバム『Étranger』を参照。

### 来生たかお作品集8―Illusion 幻 まぼろし
1. 浅い夢（3：43）
  - 楽曲の詳細はオリジナル・アルバム『浅い夢』を参照。
2. City Noise（3：46）
  - 楽曲の詳細はオリジナル・アルバム『Ordinary』を参照。
3. あなたの色彩（4：34）
  - 楽曲の詳細はオリジナル・アルバム『Passage』を参照。
4. ムーン・ライト・スウィム（3：55）
  - 楽曲の詳細はオリジナル・アルバム『Natural Menu』を参照。
5. ためいき春秋（5：15）
  - 楽曲の詳細はオリジナル・アルバム『夢の途中』を参照。
6. 痛手（4：10）
  - 楽曲の詳細はオリジナル・アルバム『浅い夢』を参照。
7. もう一度の時間（4：37）
  - 楽曲の詳細はオリジナル・アルバム『Purity』を参照。
8. 黄昏がえり（4：05）
  - 楽曲の詳細はオリジナル・アルバム『Purity』を参照。
9. 冷たくても夢中（4：12）
  - 楽曲の詳細はオリジナル・アルバム『Another Story』を参照。
10. すべて霧の中（3：53）
  - 楽曲の詳細は企画アルバム『LABYRINTH II』を参照。
11. 水の消息（3：50）
  - 楽曲の詳細はオリジナル・アルバム『With Time』を参照。
12. 真昼のくらやみ（5：30）
  - 楽曲の詳細はオリジナル・アルバム『AT RANDOM』を参照。
13. 長雨（3：53）
  - タイトルには“ながあめ”とルビが振られているが、オリジナルタイトル表記は“長雨-ながあめ-”である。楽曲の詳細はオリジナル・アルバム『ジグザグ』を参照。
14. やるせなさの輪郭（5：27）
  - 楽曲の詳細はオリジナル・アルバム『Purity』を参照。
15. High Noon（7：43）
  - 楽曲の詳細はオリジナル・アルバム『遊歩道』を参照。

### 来生たかお作品集9―Shadow 影 かげ
1. セカンド・ラブ（3：59）
  - 楽曲の詳細は企画アルバム『Visitor』を参照。
2. さよならのプロフィール（5：54）
  - 楽曲の詳細はオリジナル・アルバム『夢の途中』を参照。
3. 暗闇にさよなら（4：33）
  - 楽曲の詳細はオリジナル・アルバム『Natural Menu』を参照。
4. グリサンド（4：34）
  - 楽曲の詳細はオリジナル・アルバム『Étranger』を参照。
5. 夏のスクリーン（3：35）
  - 楽曲の詳細はオリジナル・アルバム『ROMANTIC CINEMATIC』を参照。
6. 坂道の天使（3：52）
  - 楽曲の詳細はオリジナル・アルバム『遊歩道』を参照。
7. Good luck my girl（3：40）
  - 楽曲の詳細はオリジナル・アルバム『Sparkle』を参照。
8. 闇雲（5：10）
  - 楽曲の詳細はオリジナル・アルバム『Purity』を参照。
9. Silent Memory（4：33）
  - 楽曲の詳細はオリジナル・アルバム『With Time』を参照。
10. 鏡の風（3：51）
  - 楽曲の詳細はオリジナル・アルバム『永遠の瞬間』を参照。
11. いつも永遠の夏じゃなく（4：00）
  - 楽曲の詳細はオリジナル・アルバム『ROMANTIC CINEMATIC』を参照。
12. 密度（4：13）
  - 楽曲の詳細はオリジナル・アルバム『SOMETHING ELSE』を参照。
13. 水の抱擁（3：54）
  - 楽曲の詳細はオリジナル・アルバム『I Will...』を参照。
14. 至福（5：01）
  - 楽曲の詳細はオリジナル・アルバム『SOMETHING ELSE』を参照。
15. 涼しい影（5：19）
  - 楽曲の詳細はオリジナル・アルバム『Ordinary』を参照。

### 来生たかお作品集10―Echo 響 ひびき
1. 静けさのメニュー（4：00）
  - 楽曲の詳細はオリジナル・アルバム『Étranger』を参照。
2. WE WILL（3：20）
  - 楽曲の詳細はオリジナル・アルバム『I Will...』を参照。
3. あなたのように（3：20）
  - 楽曲の詳細はオリジナル・アルバム『Ordinary』を参照。
4. Simply（3：40）
  - 楽曲の詳細はオリジナル・アルバム『I Will...』を参照。
5. さよならの重み（4：08）
  - 楽曲の詳細はオリジナル・アルバム『Purity』を参照。
6. ハート・ブレイク・ウェイブ（3：55）
  - 楽曲の詳細はオリジナル・アルバム『Natural Menu』を参照。
7. About You（4：17）
  - 楽曲の詳細はオリジナル・アルバム『Only Yesterday -つい昨日のこと-』を参照。
8. 薄暮―たそがれのアンサンブル―（4：41）
  - 楽曲の詳細はオリジナル・アルバム『Natural Menu』を参照。
9. 灼けた夏（4：18）
  - 楽曲の詳細はオリジナル・アルバム『ジグザグ』を参照。
10. Easy Drive（4：49）
  - 楽曲の詳細はオリジナル・アルバム『Sparkle』を参照。
11. P.S.メモリー（3：41）
  - 楽曲の詳細はオリジナル・アルバム『Only Yesterday -つい昨日のこと-』を参照。
12. Your Days（4：20）
  - 楽曲の詳細はオリジナル・アルバム『永遠の瞬間』を参照。
13. 思い出の時差（5：02）
  - 楽曲の詳細はオリジナル・アルバム『SOMETHING ELSE』を参照。
14. 夏わかば（3：57）
  - 楽曲の詳細はオリジナル・アルバム『Another Story』を参照。
15. 二人の場所（5：09）
  - 楽曲の詳細はオリジナル・アルバム『Passage』を参照。

### 来生たかお作品集11―Bonus Tracks
1. 試練（4：56）
  - 楽曲の詳細はベスト・アルバム『BIOGRAPHY』を参照。
2. ほほえみの扉（4：18）
  - 楽曲の詳細はベスト・アルバム『BIOGRAPHY』を参照。
3. グリーン・グラス（4：00）
  - 第8弾オリジナル・シングル「ほんのノスタルジー」（1980年6月21日リリース）のB面に収録され、NHK『みんなのうた』のテーマ曲として1980年6月 - 7月まで使用された。なお、本CDボックスで初めてCD化された。
4. やさしさ、ひととき（4：03）
  - 楽曲の詳細は企画アルバム『来生たかお』を参照。本CDボックスで初めてCD化された。
5. 空色の渚〜時よゆっくり〜（5：10）
  - 第13弾オリジナル・シングル「疑惑」（1982年12月1日リリース）のB面に収録されたが、オリジナルタイトルは「時よ ゆっくり」だった。NHK特番『蒼い地球』の主題歌として使用され、企画アルバム『THEME SONGS』（1992年9月13日リリース）でヴォーカルがリメイクされたのと同時に改題された。
6. Goodbye Dream（4：14）
  - 第16弾オリジナル・シングル「そっとMIDNIGHT」（1984年7月10日リリース）のB面に収録され、松崎しげる・主演のNHK『銀河テレビ小説』ふるさとシリーズ『明日はどっちだ』（1983年8月22日 - 9月9日）の主題歌として使用された。
7. グラスの宇宙（3：47）
  - 第20弾オリジナル・シングル「フェアウェル」（1986年9月25日リリース）のB面に収録され、本CDボックスで初めてCD化された。
8. イントロダクションを待っても（4：28）
  - 第22弾オリジナル・シングル「ORACIÓN-祈り-」のB面（及びカップリング）に収録された。
9. 雨とピアノ（4：18）
  - 第24弾オリジナル・シングル「Silent Memory」（1989年6月26日リリース）のB面（カップリング）に収録された。
10. 君の風景（4：08）
  - 第28弾オリジナル・シングル「愛する時間に」（1992年11月21日リリース）のカップリング曲で、日本テレビ系『ぶらり途中下車の旅』の初代主題歌として、また、同番組の提供クレジット時にはインストゥルメンタルヴァージョンがBGMとして使用された。
11. 遥かなひと（4：14）
  - 第29弾オリジナル・シングル「二人の場所」（1993年7月1日リリース）のカップリング曲で、東京都議会議員選挙のイメージソングとして使用された。
12. やさしさの真実（5：35）
  - 第30弾オリジナル・シングル「やわらかな刺激」（1994年6月1日リリース）のカップリング曲で、元々セルモ「エルセルモ玉姫」のイメージソングとして使用され、同施設の利用者向けに作られた。
13. 夜はいつも長すぎて（3：58）
  - 第32弾オリジナル・シングル「浅い夢 20thアニヴァーサリー・ニューレコーディング」（1995年7月21日リリース）のカップリング曲で、NHK総合『バラエティーざっくばらん』の初代オリジナルソング（1995年4月）として使用された。
14. あの頃に恋して（3：44）
  - 第34弾オリジナル・シングル「どこまでも恋心」（1998年1月21日リリース）のカップリング曲として収録された。
15. 夢の渚―The Silent Service―（4：03）
  - 楽曲の詳細は企画アルバム『夢より遠くへ -melodies & stories-』を参照。

## 参加スタッフ
- 監修：来生えつこ
- 企画：日本音声保存
- 制作協力：株式会社シンプレックス・ミュージック
- 販売：日本音楽教育センター
- 発行：ユニバーサルミュージック株式会社
- 音源提供：日本コロムビア株式会社（DISC1-4、DISC4-2,10、DISC5-5,7、DISC8-7,8,14、DISC9-8、DISC10-5、DISC11-14）
- デザイン：ウッズ株式会社
- 表紙イラスト：来生えつこ
- 印刷：株式会社K&Sコーワ
- 制作・発売：株式会社エニー

- Thanks to 多賀英典、竹脇隆、小松裕二、渡辺智加、長谷川里恵子、渡辺重史、佐々木渉、長坂洋平、近藤信治、大西成明、佐藤英治、山村隆彦、蓮井幹夫、三島浩、山口正則、柗本ミカ、高橋福生、山本和正、河合節子、小林孝裕、日高治彦、工藤博司、平林克英、金子紀子、宮崎真哉